# Неседа (містечко, Вісконсин)
Неседа (англ. Necedah) — місто (англ. town) в США, в окрузі Джуно штату Вісконсин. Населення — 2448 осіб (2020).

## Демографія
Згідно з переписом 2010 року, у місті мешкало 2327 осіб у 887 домогосподарствах у складі 618 родин. Було 1525 помешкань
Расовий склад населення:
| - 97,2 % — білих - 0,5 % — корінних американців - 0,4 % — чорних або афроамериканців - 0,3 % — азіатів - 0,1 % — вихідців з тихоокеанських островів |

До двох чи більше рас належало 1,2 %. Частка іспаномовних становила 2,3 % від усіх жителів.
За віковим діапазоном населення розподілялося таким чином: 25,8 % — особи молодші 18 років, 55,4 % — особи у віці 18—64 років, 18,8 % — особи у віці 65 років та старші. Медіана віку мешканця становила 44,5 року. На 100 осіб жіночої статі у місті припадало 103,2 чоловіків;  на 100 жінок у віці від 18 років та старших — 106,0 чоловіків також старших 18 років.
Середній дохід на одне домашнє господарство  становив 49 936 доларів США (медіана — 45 893), а середній дохід на одну сім'ю — 56 648 доларів (медіана — 55 521). Медіана доходів становила 41 250 доларів для чоловіків та 31 944 долари для жінок. За межею бідності перебувало 27,7 % осіб, у тому числі 57,8 % дітей у віці до 18 років та 4,8 % осіб у віці 65 років та старших.
Цивільне працевлаштоване населення становило 942 особи. Основні галузі зайнятості: виробництво — 21,2 %, освіта, охорона здоров'я та соціальна допомога — 14,6 %, роздрібна торгівля — 11,3 %, будівництво — 10,4 %.